# Luís Augusto da Silva Vieira
Luiz Augusto da Silva Vieira (Porciúncula, 1896 – , ) foi um político brasileiro.
Comandou o Ministério dos Transportes interinamente, entre 16 e 25 de outubro de 1946, no Governo Gaspar Dutra.